# Jan Dekker
Jan Dekker (* 25. Juni 1990 in Emmen) ist ein niederländischer Dartspieler. In der Öffentlichkeit und in den Medien ist er auch als „DoubleDekker“ bekannt.

## Karriere
Dekkers erste Teilnahme bei einem Darts-Major fand im Jahr 2008 beim World Masters statt, bei dem er sich in die dritte Runde gespielt hatte. Sein erstes Finale bei der World Darts Federation verlor er beim German Gold Cup 2009 gegen Kevin Münch. Beim World Masters 2010 kam Dekker bis ins Achtelfinale. Er qualifizierte sich für die BDO World Darts Championship 2011, bei der er unter anderem die Nummer 2 der BDO Invitation Table Stuart Kellett in der zweiten Runde schlagen konnte. Im Halbfinale gegen Dean Winstanley war jedoch Schluss für ihn. Seinen ersten BDO-Titel gewann Dekker am 20. März 2011 bei den Hal Open. Es folgten mehrere Halbfinals bei der BDO und ein Viertelfinale beim Zuiderduin Masters, sowie die Qualifikation für den Grand Slam of Darts 2011, bei dem er Dritter in seiner Gruppe wurde. Die BDO World Darts Championship 2012 endete für Dekker jedoch in Runde 1, als er 2:3 in Sätzen gegen Christian Kist verlor.
Beim WDF Europe Cup gewann Dekker sowohl den Doppel- als auch den Teamwettbewerb. Der Grand Slam of Darts 2012 endete für ihn ohne Sieg. Bei der BDO World Darts Championship 2013 kam Dekker bis ins Viertelfinale. Ab 2013 spielte er auch erstmals die PDC Challenge Tour mit, bei der er am 14. Juli 2014 gegen Dirk van Duijvenbode seinen ersten PDC-Titel errang. Die BDO World Darts Championship 2014 war seine bisher Erfolgreichste WM, bei der er unter anderem mit einem Sieg gegen den ehemaligen Weltmeister Martin Adams erneut ins Halbfinale einzog. Dort verlor er im finalen Satz gegen Alan Norris.
Im Dartsjahr 2014 konnte Dekker bei der BDO mit dem Pontins International und den Czech Open zwei Titel erringen. Mit dem Halbfinaleinzug bei der WM qualifizierte sich er zum dritten Mal für den Grand Slam of Darts. Mit einem Sieg über Darren Webster wurde er Dritter in seiner Gruppe. Bei der BDO World Darts Championship 2015 gelang ihm kein Sieg.
2015 wechselte Dekker zur PDC. Er versuchte sich an der PDC Qualifying School, konnte jedoch keine Tour Card erringen. Über die UK Open Qualifiers 2015 qualifizierte er sich für die UK Open 2015, bei denen er drei Runden überstand, bevor er im Achtelfinale von Mensur Suljović gestoppt wurde. Auf der Challenge Tour 2015 war er jedoch erfolgreich unterwegs, unter anderem gelangen ihm drei Siege, sodass er regelmäßig für die Players Championships 2015 nachrückte. Dort spielte er sich einmal in die Top 16.
Als Achtplatzierter der PDC Pro Tour Order of Merit qualifizierte er sich für seine erste PDC World Darts Championship 2016, bei der er jedoch in der ersten Runde ohne Satzgewinn gegen Adrian Lewis ausschied. Als Erstplatzierter in der Challenge Tour Order of Merit konnte er sich allerdings eine Tour Card für die kommenden zwei Jahre sichern. Dort erreichte er 2016 einmal das Halbfinale. Sein bisher bestes Ergebnis auf der European Darts Tour erreichte er beim European Darts Grand Prix 2017, wo er sich bis ins Viertelfinale spielte. Bei den Players Championship Finals 2017 schlug Dekker unter anderem Michael Smith und Simon Whitlock, konnte jedoch von Michael van Gerwen im Viertelfinale gestoppt werden.
Er qualifizierte sich erneut über die Pro Tour Order of Merit für die PDC World Darts Championship 2018. Nach einem 3:1-Sieg über Jelle Klaasen wurde er in der zweiten Runde von Dimitri Van den Bergh geschlagen.
Mit konstant guten Leistungen auf der PDC Pro Tour 2018, unter anderem einem Viertelfinale, war Dekker auch bei der PDC World Darts Championship 2019 vertreten. In der ersten Runde schlug er Lisa Ashton mit 3:1 in Sätzen. In der zweiten Runde verlor er allerdings gegen Mervyn King.
Auch bei den Players Championships 2019 hat Dekker zwei Viertelfinals erreichen können, musste sich jedoch über den Westeuropäischen Qualifier zur WM spielen. Ein Sieg über Ryan Joyce in der ersten Runde bescherte ihm ein Zweitrundenmatch gegen Jonny Clayton, welches er mit 0:3 verlor.
2020 verpasste Dekker erstmals die WM-Qualifikation seit 2017.
Bei der PDC Qualifying School 2021 verfehlte Dekker trotz Teilnahme an der Final Stage die Tour Card.

## Weltmeisterschaftsresultate

### BDO
- 2011 Halbfinale (2:6-Niederlage gegen  Dean Winstanley)
- 2012 1. Runde (2:3-Niederlage gegen  Christian Kist)
- 2013 Viertelfinale (4:5-Niederlage gegen  Richie George)
- 2014 Halbfinale (5:6-Niederlage gegen  Alan Norris)
- 2015 1. Runde (1:3-Niederlage gegen  Martin Adams)

### PDC
- 2016 1. Runde (0:3-Niederlage gegen  Adrian Lewis)
- 2018 2. Runde (2:4-Niederlage gegen  Dimitri Van den Bergh)
- 2019 2. Runde (2:3-Niederlage gegen  Mervyn King)
- 2020 2. Runde (0:3-Niederlage gegen  Jonny Clayton)

## Titel

### BDO
- Weitere
  - 2011: Hal Open
  - 2012: British Classic
  - 2013: BDO International Open
  - 2014: Czech Open

### PDC
- Secondary Tour Events
  - PDC Development Tour
    - PDC Challenge Tour 2013: 12

  - PDC Challenge Tour
    - PDC Challenge Tour 2015: 5, 9, 15

### Weitere
- 2011: Nijerk Open
- 2014: Open Steenwijkerland